# هوفکیرشن آندر تراتناخ
هوفکیرشن آندر تراتناخ (به آلمانی: Hofkirchen an der Trattnach) یک منطقهٔ مسکونی در اتریش است که در ناحیه گرایسکیرچن واقع شده‌است. هوفکیرشن آندر تراتناخ ۱۸ کیلومتر مربع مساحت دارد ۳۸۹ متر بالاتر از سطح دریا واقع شده‌است.